# Bataille de Cérignole
3e guerre d'Italie
Batailles
- Capoue (1501)
- Seminara (25 décembre 1502)
- Barletta (13 février 1503)
- Ruvo (23 février 1503)
- Seminara (21 avril 1503)
- Cérignole (28 avril 1503)
- Garigliano (29 décembre 1503)

La bataille de Cérignole se déroule le 28 avril 1503 et oppose des armées françaises et espagnoles. Elle a lieu près de Cérignole, petite ville Italienne dans le comté d'Apulie (royaume de Naples). La bataille s'inscrit dans la troisième guerre d'Italie (1500-1504) et se solde par la victoire des Espagnols.

## Le contexte
Le roi de France Louis XII a hérité des droits des Valois sur le royaume de Naples et estime avoir des droits sur le duché de Milan, sa grand-mère étant une Visconti.
En avril 1499, Vénitiens et Français signent le traité de Blois et conquièrent le duché de Milan. Louis XII quitte la ville au bout d'un mois, laissant Jacques de Trivulce, noble milanais rallié à la France, à la tête du duché. En mars 1500, Ludovic Sforza dit le More, profitant du départ de Louis XII, reprend sa capitale. Louis de La Trémoille et Georges d'Amboise sont chargés de récupérer le duché et capturent Ludovic Sforza le 10 avril 1500 à Novare.
En 1500, Louis XII et Ferdinand le Catholique signent le traité de Grenade et se partagent le Royaume de Naples : les Pouilles et la Calabre pour l'Espagne, Naples, le Labour et les Abruzzes pour la France. Malgré le traité, l'occupation par les Français de certains territoires contestés entraîne un nouveau conflit avec l'Espagne dès 1502.

## Les forces en présence

### L'armée française
Louis d'Armagnac-Nemours, comte de Pardiac et de Guise, duc de Nemours, est à la tête de 9 500 hommes et de 26 pièces d'artillerie. Elle est organisée comme une armée médiévale, avec une large importance accordée à la cavalerie lourde et une troupe importante de mercenaires, essentiellement suisses.
Armagnac commande l'avant-garde, composée de deux batailles de 1 000 cavaliers lourds. Derrière se placent les 3 000 piquiers suisses, ainsi que 3 000 fantassins gascons. Les 26 pièces d'artillerie sont placées devant l'infanterie. Enfin, à l'arrière-garde patiente la cavalerie légère.

### L'armée espagnole
Les forces espagnoles sont commandées par Gonzalve de Cordoue, surnommé le Gran Capitán lors de sa précédente campagne d’Italie. L’essentiel de l'armée est formé par l’infanterie, composé d’arquebusiers, d’arbalétriers et de piquiers. La cavalerie est de moindre importance que celle de l’ennemi et l’artillerie, de 13 pièces seulement, est placée sur un tertre.
Deux groupes de 500 arquebusiers forment la première ligne, retranchés derrière un fossé et un talus constitués pour l’occasion. Derrière, au centre, se trouve une force de 2 500 lansquenets, encadrés de deux troupes d’environ 2 000 fantassins et arbalétriers, et, à l’arrière de ces troupes, deux batailles de 400 cavaliers, commandées par Prospero Colonna et Diego de Mendoza. Sur la colline, avec l’artillerie, Fabrizio Colonna et Pedro de Pas commandent une cavalerie légère de 850 hommes.

## La bataille
La bataille dure à peine une heure. Le Gran Capitán, connaissant le goût des Français pour la charge de la cavalerie lourde, décide de les attirer vers ses troupes retranchées derrière des fosses et des clôtures. La cavalerie espagnole simule une charge mais bat en retraite rapidement, incitant la cavalerie française à se lancer à sa poursuite.
Les Français tombent dans le piège et se précipitent vers l'ennemi jusqu'à arriver à portée de tir des arquebuses et de l'artillerie. La cavalerie française essaie de contourner l'obstacle du fossé et du talus par la gauche mais sont mitraillés pendant le mouvement. Armagnac tombe sous les tirs ennemis.
Le reste de l'armée française entre en action et, bien que l'artillerie espagnole soit brutalement anéantie par l'explosion de la réserve de munitions, les fantassins sont décimés par les tirs d'arquebuse. Les arquebusiers espagnols finissent par être menacés par l'avancée des fantassins français et doivent se retirer, pour laisser le champ libre aux piquiers allemands, qui finissent par repousser leurs assaillants suisses et gascons.
Le Gran Capitán donne l'ordre de l'assaut final à l'ensemble de ses troupes. Sa cavalerie légère met en fuite la cavalerie française et se joint aux autres unités pour submerger ce qu'il reste de l'infanterie française, qui finit par se rendre.

## Conséquences
Cérignole fait partie de la série de défaites françaises — Seminara, Garigliano, Cérignole — qui ont conduit à la perte de Naples et l'expulsion des Français de cette partie de l'Italie.
Bien que cette bataille ne revête pas une grande importance sur le plan de la stratégie militaire ni dans ses conséquences politiques, elle caractérise un tournant dans l'organisation des armées et la conduite de la guerre. Il s'agit de la première bataille pendant laquelle les arquebusiers tiennent un rôle majeur et l'organisation adoptée par Gonzalve de Cordoue, sur la base de coronelías, prépare la création des fameux tercios de l'armée espagnole.